# Rudayan (Budaun)
Rudayan is een nagar panchayat (plaats) in het district Budaun van de Indiase staat Uttar Pradesh.

## Demografie
Volgens de Indiase volkstelling van 2001 wonen er 7.130 mensen in Rudayan, waarvan 53% mannelijk en 47% vrouwelijk is. De plaats heeft een alfabetiseringsgraad van 38%.